# Neolythria flavifracta
Neolythria flavifracta là một loài bướm đêm trong họ Geometridae.